# 赫尼爾河

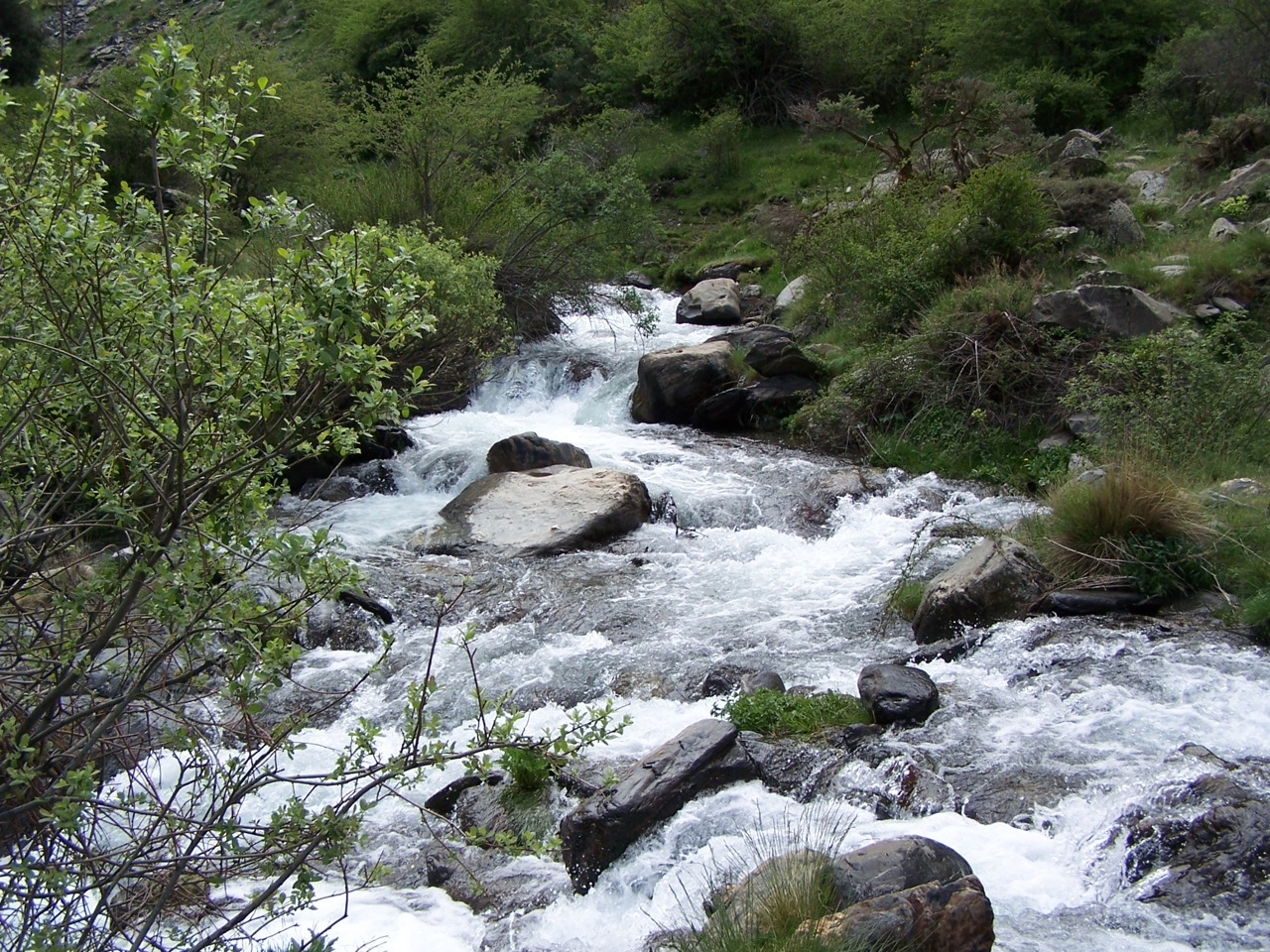
赫尼爾河

赫尼爾河（西班牙語：Río Genil）是西班牙的河流，屬於瓜達幾維河的主要支流，發源自內華達山脈，河道全長358公里，流域面積8,278平方公里，河畔城鎮有格拉納達和埃西哈。
37°41′37″N 5°19′00″W / 37.69361°N 5.31667°W